# 3×3 Ojos
3×3 Ojos (3x3 EYES (サザンアイズ) Sazan Eyes?) es un manga creado por Yuzo Takada, siendo su obra más reconocida. Fue publicada en la revista Young Magazine entre 1987 y 2002. En 1993, ganó el Kodansha Manga Award en la modalidad shōnen. Se extiende por 40 tomos y, posteriormente, fue recopilada en 24 tomos bunko.
En España, La editorial Ivrea está publicando la serie completa con el título original (3×3 EYES) en formato bunko en castellano con sentido de lectura original, pero impresa a tamaño de tankobon, mayor que el bunko. Planeta DeAgostini dejó inconclusa la serie y publicó hasta lo que se correspondería con el tomo bunko número 7.
Existen dos series de anime en formato OVAs basadas en dicho manga. Fueron lanzadas en 1991 y 1995. Eran relativamente cortas, comprendiendo sólo cuatro episodios de media hora, y tres de tres cuartos de horas. La historia sólo abarcó hasta el quinto volumen.

## Historia
3×3 Ojos sigue las aventuras de Pai, la última de los Sanjiyan Unkara (三只眼 吽迦羅) una raza de seres inmortales y eternamente jóvenes. Pai tendrá como compañero a Yakumo quien al morir al poco tiempo de conocerla, se convertirá en su Wu (lectura en chino de 无) o compañero inmortal. En esta búsqueda, encontrarán a muchos servidores del ahora muerto rey demonio Kaiyanwang, quienes no perderán oportunidad para intentar asesinar a Pai, o quedarse con sus poderes para resucitar al dios, y/o alcanzar la inmortalidad.

## Personajes

### Principales
- Pai (パイ?), Pai Ayanokoji (綾小路 パイ Ayanokōji Pai?), Párvati IV (パールバティー四世 Pārubatī yonsei?): La última de los Sanjiyan Unkara que fue encontrada en el Tíbet por el padre de Yakumo. El autor a veces se refiere a ella como la chica de tres ojos de China, aunque lleva ropas tradicionales tibetanas. Como suele pasar con todos los de su raza, ha desarrollado una doble personalidad conforme se ha hecho mayor para poder lidiar con los problemas de una vida tan larga. Su primera personalidad, Pai, tiene la apariencia de una chica humana corriente. La segunda, Parvati IV, suele salir a la superficie cuando Pai está indefensa, en peligro o emocionalmente desbocada. Los rasgos de los Sanjiyan en Pai son indistinguibles porque mientras que Parvati no aparece, el ojo en su frente permanece invisible. Muchos personajes se refieren a ella como Sanjiyan cuando está en ese estado. Es más rígida que Pai y puede realizar poderosa magia, a diferencia de la otra personalidad. Sin embargo, el uso de esos poderes deja a ambas exhaustas y expuestas, necesitando descanso.

- Yakumo Fujii (藤井 八雲 Fujii Yakumo?): el principal protagonista masculino. Se convirtió en el compañero Wu de Pai cuando Takuhi, el pájaro demonio de Pai, le hirió de muerte. Antes de que muriera, Pai unió su alma a la suya propia, lo cual le dio la inmortalidad mientras ella viviera. Su padre había prometido ayudar a Pai a convertirse en humana, por lo que Yakumo intenta mantener su promesa, puesto que él murió.

- Takuhi: es el pájaro demonio de Parvati, responsable de que Yakumo se convirtiera en un Wu.
- Jake McDonald: un cazador de tesoros que busca el secreto de la inmortalidad de los Sanjiyans.

- Haan Hazrat (ハズラット・ハーン Hazuratto Hān?): un mercader de objetos mágicos, de origen pakistaní, que usa diversos tipos de magia para defenderse de los demonios. Aparece en el tomo 7 del manga para zanjar un asunto pendiente con Yakumo.

- Youko Ayanokouji (綾小路 葉子 Ayanokōji Yōko?), Houasyou (化蛇 Hōashio?): la serpiente demonio que estuvo sellada dentro del cuerpo de Parvati entre los tomos 3 y 5; regresa en el tomo 12 con un nuevo cuerpo y una nueva identidad. Es demonio con grandes poderes sobre el agua.
- Kaiyanwang (鬼眼王 Kaiyanwan?), Shivá: el más fuerte de los Sanjiyan. Su ambición le llevó a desatar una guerra con el resto de los Sanjiyan Unkara, que les llevó a su perdición. Fue sellado por Parvati IV tras una sangrienta lucha.

- Benares (ベナレス Benaresu?): El Wu de Kaiyanwang. Asumió el control de los demonios de su amo tras su sellado, y ha pasado los últimos 300 años tratando de sacarle de su prisión. Antes de convertirse en un Wu, Benares era un demonio dragón que había consumido a varios demonios sagrados. Esto le permitió absorber suficiente inteligencia como para adoptar la apariencia humanoide que se ve en la serie. Benares es una figura poderosa sobre los demonios en todos los aspectos, y asusta incluso a la más valiente alma.

### Yougekisha
- Chen Aguri: el editor y fundador de la revista Yougekisha. Es convertido en piedra al acercarse demasiado al mundo de los demonios, pero luego es revivido. Su principal interés en los Sanjiyan Unkara se centra en poder escribir un gran artículo sobre ellos en su revista.
- Lee Ling Ling (李 鈴鈴 Ri Rinrin?): editor de Yougekisha en ausencia de Chen Aguri. Al principio, se niega a creer en lo oculto, pero sus viajes con Yakumo y Pai le han permitido cambiar su actitud. Desde entonces está muy interesada en el tema, aunque sólo sea por el partido económico para ella y la revista.

- Long Meixing (龍 美星 Ron Meishin?): la hermana de Steve Long, conoce a Pai y Yakumo cuando busca la forma de salvar a su hermano de unos secuestradores. Es una experta en artes marciales.
- Steve Long (スティーブ 龍 Sutību Ron?): un humano normal de creencias taoístas, experimentado en el manejo de papeles con encantamientos, que puede sentir la presencia demoníaca.

### Seguidores de Kaiyanwang
- Benares (ベナレス Benaresu?): el inmortal Wu de Shiva. Sigue tratando de liberarlo de su prisión, para lo que necesita la ayuda involuntaria de Yakumo y Pai. En su verdadera forma es conocido como el Emperador Dragón.
- Ryōko
- Chōkai: un siervo de Benares que dirige a un considerable ejército de demonios, entre los que está Hong-nyang, al que se refiere como Ran Pao Pao. Sabe luchar usando talismanes mágicos encantados con caligrafía celestial, demostrando ataques explosivos y hechizos para atrapar. Chōkai es un experto artista marcial, a pesar de su aspecto, y posee dos formas. La primera es la de un humano normal de origen chino, con un fino bigote, un pesado abrigo, y unas gafas oscuras y redondas. En su otra forma es un musculoso demonio (aunque mantiene su bigote y sus gafas) de largos dientes que puede devorar a otros abriendo su cuerpo, lo que deja al descubierto unos tentáculos y un espacio negativo en su interior. Dada su habilidad para usar círculos mágicos, Benares le encargó buscar y destruir las llaves y entradas (Konron) a la tierra de los Sanjiyan, seichi (traducida literalmente como tierra santa). En el anime, Chōkai tenía una risa inquietante.
- Ran Pao Pao: un demonio bajo las órdenes de Chōkai. Normalmente aparece como una mujer musculosa y pálida de más de dos metros, con el pelo rojo, largos dientes, y los ojos del todo rojos. Puede hacer aparecer un brazo extra bajo cada uno de los suyos, y puede cambiar a la forma de una niña pequeña que se parece a ella, para engañar a sus adversarios.

## Curiosidades
- Sazan es la palabra japonesa para decir 3 por 3 en la tabla de multiplicar. También es el equivalente fonético a la palabra inglesa southern (sureño, del sur). El nombre del grupo favorito de música de Takada resulta ser Southern All Stars.
- El tomo 40, el último, ha sido publicado en dos versiones, una de las cuales incluía un videojuego.
- Han aparecido numerosos juegos basados en la serie para muchos soportes: Saturn, PC Engine, FM Towns, PC 98, PC, Playstation y Game Boy. Incluían nuevos personajes, música y diseños.
- La música de las OVAs se debe a Takada Band. Su música se lanza por separado.
- Se han lanzado muchos álbumes musicales: dos bandas sonoras, el disco 3x3 Eyes - Seima Densetsu Matsuei Fudanshi 2 Original Soundtrack, un álbum vocal de Takada Band vocal álbum, el disco 3x3 Eyes Dai-ichi Shou Original Soundtrack, 3x3 Eyes Image Album 3 - Earth Chapter y 3x3 Eyes Seima Densetsu Matsuei Fudanshi 1 Original Soundtrack.
- Una serie de televisión sobre el manga empezó a tratarse en la época en que se terminó éste (2002). Sin embargo, debido a las entonces recientes leyes de censura en Japón, no fue hecha.
- La seiyū de Pai es Megumi Hayashibara.
- El compositor musical para el anime es Kaoru Wada.
- En algunos doblajes chinos, Pai se pronuncia Pui y su nombre hace referencia a Párvati, diosa hindú que se supone habita en los Himalayas.
- La banda alemana Atari Teenage Riot emplea fragmentos de sonoros del doblaje de la serie de anime en inglés en su primer álbum Delete Yourself! en una mezcla digital hardcore.